# Sveriges föreningsbankers förbund
Sveriges föreningsbankers förbund var fram till 1992 ett samarbetsorgan för föreningsbanksrörelsen. Organisationen bildades som Jordbrukskasseförbundet i samband med en omorganisation på 1950-talet när den, och det nybildade Jordbrukets bank, ersatte Svenska jordbrukskreditkassan.